# Dmitry Krasikov
Dmitry Krasikov é um jogador de voleibol da Rússia. Conquistou, com a seleção russa, o terceiro lugar da Liga Mundial de Voleibol de 2008 e o segundo lugar em 2010.